# Wakamatsu (Kitakiusiu)
Wakamatsu (jap. 若松区 Wakamatsu-ku) – jedna z siedmiu dzielnic Kitakiusiu, miasta w prefekturze Fukuoka.
Kitakiusiu powstało 10 lutego 1963 roku w wyniku połączenia 5 miast, w tym Wakamatsu, które 1 kwietnia tego samego roku zostało jedną z dzielnic miasta.
Położona jest w północno-zachodniej części miasta. Graniczy z dzielnicami Tobata i Yahatanishi oraz miasteczkami Mizumaki i Ashiya.